# Вішак для килима

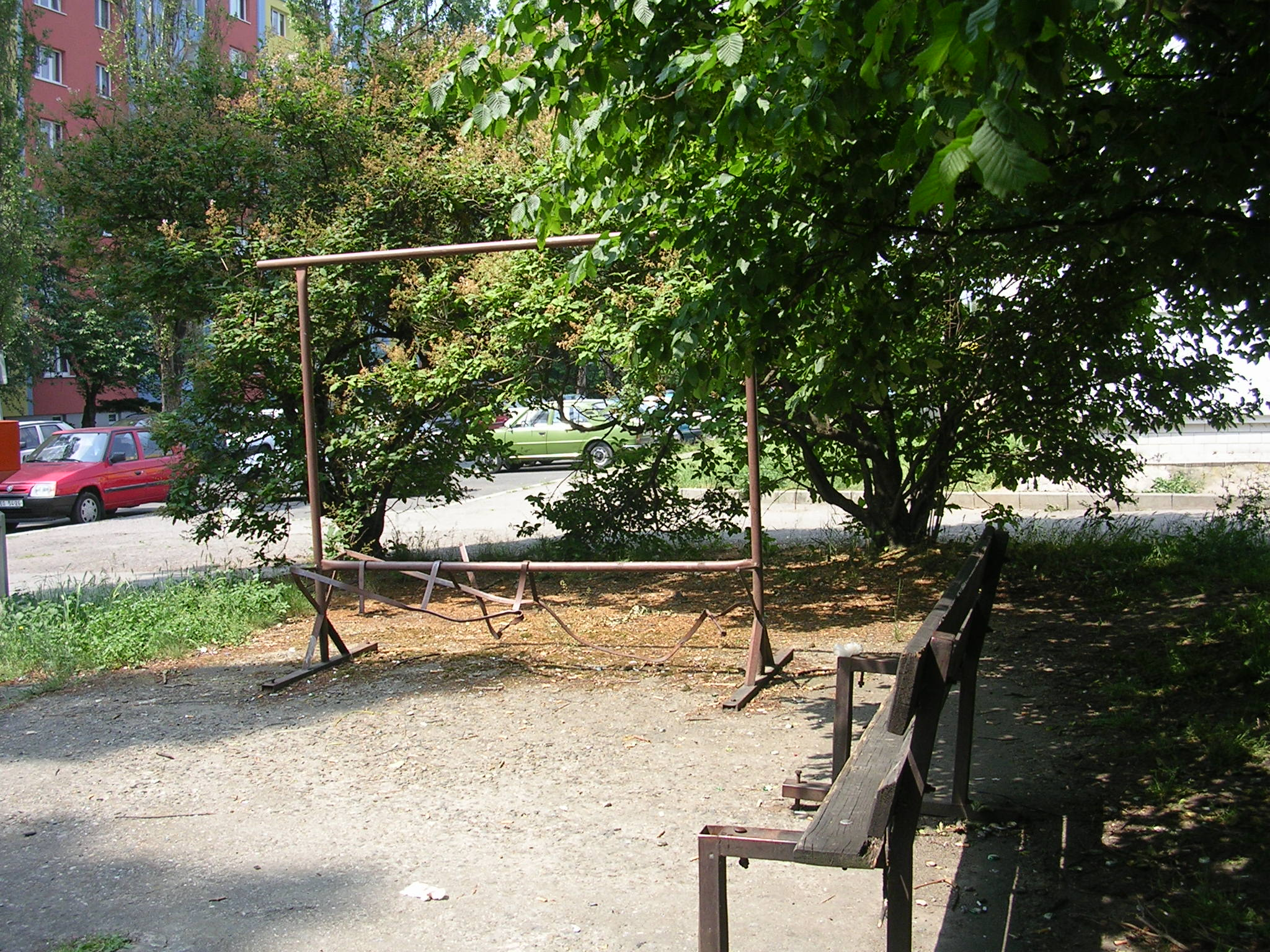
Вішак для килимів у Празі

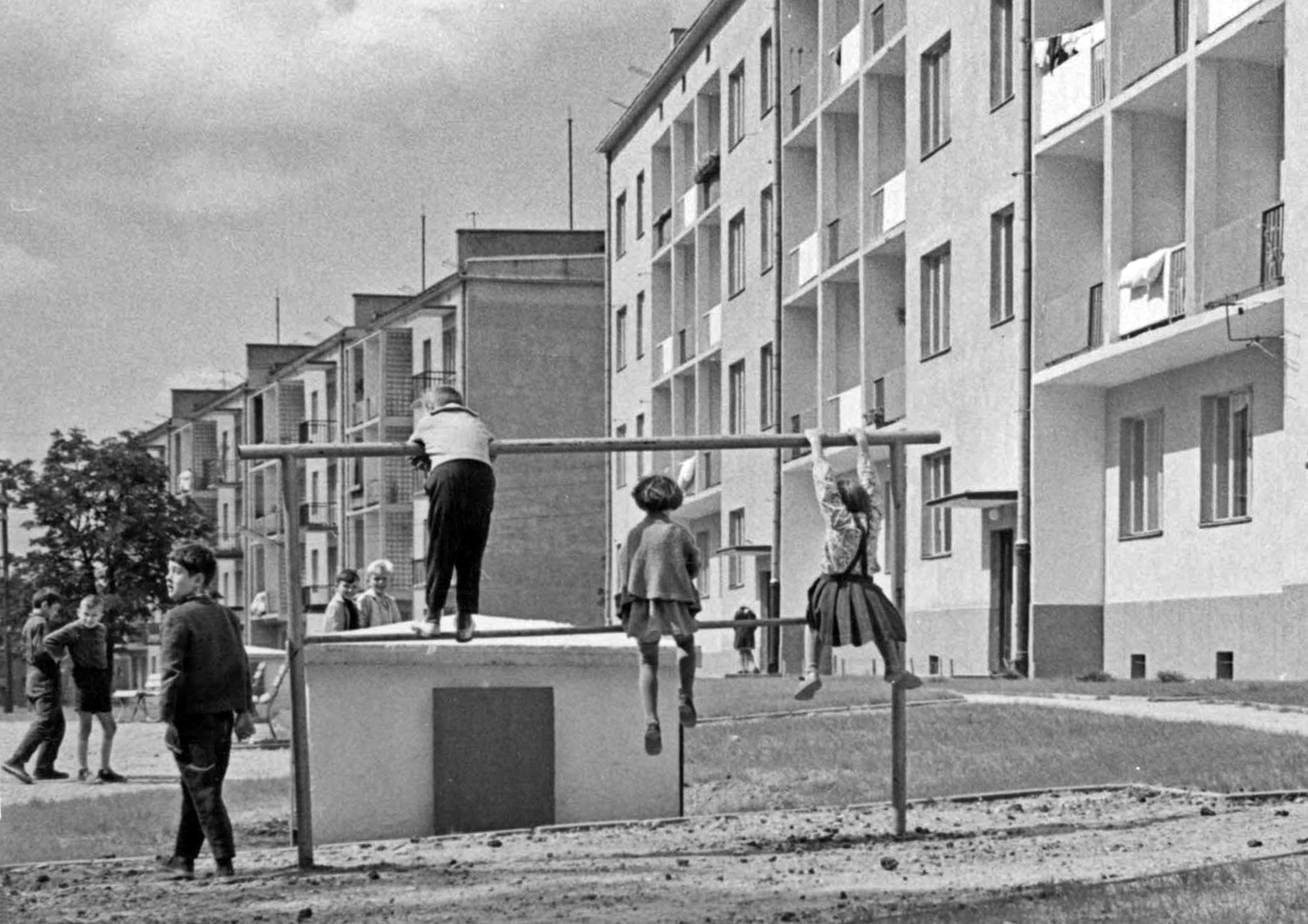
Діти грають на вішаку для килимамів, Лодзь, близько 1960-х років

Вішак для килимів («тріпак») — це вулична конструкція, на яку вішаються килими для вибивання з них бруду та пилу за допомогою килимових вибивачок. Був розповсюдженим перед поширенням пилососа. Цей пристрій відомий в Німеччині, Польщі, Литві, Чехії, Фінляндії, Росії та інших країнах.

## Другорядне використання
Це був невеликий центр соціального життя. Німецькі письменники Вальтер Бенджамін та Еріх Кестнер описували вішаки як важливі місця в дитинстві. Діти можуть використовувати його як ігровий майданчик, як футбольні ворота, як ударний інструмент, гімнастичний снаряд, тощо.

### Польща
У Польщі вуличні вішаки для килимів називають trzepak (іменник від слова trzepać, «бити»; сама вибивачка називається trzepaczka).
Починаючи з 1990-х, дуже рідко можна побачити когось, хто використовує trzepak за основною функцією.[джерело?] У сучасних житлових комплексах вішак встановлюють рідко.[джерело?]